# Anni Espar
Anna Espar Llaquet (Barcelona, 8 de enero de 1993) es una waterpolista española que juega en el CN Mataró de la División de Honor femenina y en la selección española.
Elegida mejor jugadora europea del 2012 por la LEN es campeona del mundo, campeona de Europa y subcampeona olímpica. Su hermana Clara Espar también es jugadora de waterpolo y su padre es el entrenador de balonmano Xesco Espar.

## Trayectoria
Comenzó nadando en el CE Mediterrani, fue entonces cuando la convencieron para probar el waterpolo. En la temporada 2009/10 ficha por el CN Sabadell equipo con el que ha logrado todos los grandes títulos.
Internacional absoluta con la selección española desde el año 2010, se ha proclamado campeona del mundo en el Campeonato Mundial de Barcelona 2013, campeona de Europa en el Campeonato Europeo de Budapest 2014 y subcampeona olímpica en los Juegos Olímpicos de Londres 2012.
Con la selección española sub-20 consiguió la medalla de oro en el Campeonato Mundial Junior de 2011 y la de plata en el de 2013.
En la temporada 2012/13 obtiene una beca para estudiar en la Universidad del Sur de California en los EE.UU pasando a formar parte de los USC Trojans equipo con el que se proclamó campeona de la NCAA 2013.
En la temporada 2016-17 jugó en el Sidney University Lions equipo con el que ganó la liga australiana.
En mayo de 2019 Espar anuncia su salida del CN Sabadell, club en el que jugó las últimas  diez temporadas, para fichar por el CN Mataró.

## Palmarés
Selección española absoluta
- 6.ª clasificada en el Campeonato Europeo de Zagreb 2010
- 11.ª clasificada en el Campeonato Mundial de Shanghái 2011
- 5.ª clasificada en el Campeonato Europeo de Eindhoven 2012
- Medalla de plata en los Juegos Olímpicos de Londres 2012
- Medalla de oro en el Campeonato Mundial de Barcelona 2013
- Medalla de oro en el Campeonato Europeo de Budapest 2014
- Medalla de bronce en la Copa Mundial de waterpolo 2014
- 7.ª clasificada en el Campeonato Mundial de Kazán 2015
- 4.ª clasificada en el Campeonato Europeo de Belgrado 2016
- Medalla de plata en la Superfinal de la Liga Mundial de waterpolo 2016
- 5.ª clasificada en los Juegos Olímpicos de Río de Janeiro 2016
- Medalla de plata en el Campeonato Mundial de Budapest 2017
- Medalla de oro en los Juegos Mediterráneos de Tarragona 2018
- Medalla de bronce en el Campeonato Europeo de Barcelona 2018
- Medalla de plata en el Campeonato Mundial de Gwangju 2019
- Medalla de oro en el Campeonato Europeo de Budapest 2020
- 5.ª clasificada en la Superfinal de la Liga Mundial de waterpolo 2020
- Medalla de plata en los Juegos Olímpicos de Tokio 2020
- Medalla de oro en los Juegos Olímpicos de París 2024

Selección española júnior
- Medalla de plata en el Campeonato Europeo Júnior de Dniprodzerzhynsk 2010
- Medalla de oro en el Campeonato Mundial Júnior de Trieste 2011
- Medalla de plata en el Campeonato Mundial Júnior de Volos 2013

Clubes
Competiciones nacionales:
- División de Honor (11): 2011, 2012, 2013, 2014, 2015, 2016, 2017, 2018, 2019, 2020 y 2024.
- Copa de la Reina (10): 2009, 2010, 2011, 2012, 2014, 2015, 2017, 2018, 2019 y 2022
- Supercopa de España (13): 2009, 2010, 2011, 2012, 2013, 2014, 2015, 2016, 2017, 2018,[10] 2019,[11] 2021 y 2022

Competiciones internacionales:
- Copa de Europa (4): 2011,[12] 2014,[13] 2016,[14] y 2019.[15]
- Supercopa de Europa (3): 2013,[16] 2014,[17] y 2016.[18]

- NCAA (1): 2013
- Liga australiana (1): 2017

Otras competiciones 
- Copa Cataluña (10): 2009, 2010, 2011, 2012, 2013, 2014, 2015, 2016, 2017 y 2018.

## Premios, reconocimientos y distinciones
- Medalla de Bronce de la Real Orden del Mérito Deportivo, otorgada por el Consejo Superior de Deportes (2013)[19]

- Medalla de Plata de la Real Orden del Mérito Deportivo, otorgada por el Consejo Superior de Deportes (2014)[20]